# Yungipicus temminckii
A Yungipicus temminckii a madarak (Aves) osztályának harkályalakúak (Piciformes) rendjébe, ezen belül a harkályfélék (Picidae) családjába tartozó faj.

## Rendszerezése
A fajt Giovanni Antonio Scopoli osztrák botanikus és természettudós írta le 1786-ban, a Picus nembe  Picus Temminckii néven. Sorolták a Picoides nembe Picoides temminckii néven és Dendrocopos nembe Dendrocopos temminckii néven is. Tudományos faji nevét Coenraad Jacob Temminck holland zoológus tiszteletére kapta.

## Előfordulása
Délkelet-Ázsiában, Indonéziához tartozó Celebesz szigetén honos. Természetes élőhelyei a szubtrópusi és trópusi száraz erdők, síkvidéki és hegyi esőerdők, szavannák, valamint másodlagos erdők és szántóföldek. Vonuló faj.

## Megjelenése
Testhossza 14 centiméter.

## Természetvédelmi helyzete
Az elterjedési területe nagyon nagy, egyedszáma pedig stabil. A Természetvédelmi Világszövetség Vörös listáján nem fenyegetett fajként szerepel.